# Antena de Oro 2007
La XXXV Edició dels Premis Antena de Oro 2007 foren entregats el 14 de juliol de 2007 a Toledo.

## Televisió
- 59 segundos (TVE)
- Patricia Conde (La Sexta)
- Iñaki Gabilondo Pujol (Cuatro)
- Susanna Griso (Antena 3)
- Mariló Montero (Canal Sur)

## Ràdio
- Radio Nacional de España pel seu setentè aniversari
- Carles Francino (Cadena SER)
- Cristina López Schlichting (Cadena COPE)
- Ana García Lozano (Punto Radio)
- Isabel Gemio Cardoso (Onda Cero)
- Ramón Tamames Gómez (Punto Radio)

## Altres categories
- Política: Emiliano García-Page Sánchez (ex vicepresident de Castella-La Manxa)
- Toros: Luis Francisco Esplá
- Esport: Ramón Calderón Ramos (president del Reial Madrid)
- Teatre: Enrique Cornejo
- Ciència: Luis Fernández-Vega Diego (director de l'Institut Oftalmològic Fernández-Vega d'Oviedo)
- Música: Luis Cobos
- Empreses: Fernando Jerez (president de la Confederació de Cambres de Comerç de Castella-La Manxa)
- Premis extraordinaris: Manuel Gutiérrez Sánchez-Caro (president de l'Audiència Provincial de Toledo) i Jordi García Candau (president de RTV Castilla-La Mancha)